# Reprezentacja Łotwy U-21 w piłce nożnej mężczyzn
Reprezentacja Łotwy U-21 w piłce nożnej – młodzieżowa reprezentacja Łotwy sterowana przez Łotewski Związek Piłki Nożnej.